# The Hunger Games: Mockingjay – Part 1 (Original Motion Picture Soundtrack)
The Hunger Games: Mockingjay – Part 1 (Original Motion Picture Soundtrack) – ścieżka dźwiękowa do filmu Igrzyska śmierci: Kosogłos. Część 1, wydana 17 listopada 2014 roku.

## Lista utworów
Źródło: AllMusic
| Nr  | Artysta               | Tytuł                                           | Długość |
| --- | --------------------- | ----------------------------------------------- | ------- |
| 1.  | Stromae               | „Meltdown” (feat. Lorde, Pusha T, Q-Tip & Haim) | 04:02   |
| 2.  | Chvrches              | „Dead Air”                                      | 03:14   |
| 3.  | Tove Lo               | „Scream My Name”                                | 03:34   |
| 4.  | Charli XCX            | „Kingdom” (feat. Simon Le Bon)                  | 04:05   |
| 5.  | Major Lazer           | „All My Love” (feat. Ariana Grande)             | 03:32   |
| 6.  | Raury                 | „Lost Souls”                                    | 02:53   |
| 7.  | Lorde                 | „Yellow Flicker Beat”                           | 03:54   |
| 8.  | Tinashe               | „The Leap”                                      | 04:06   |
| 9.  | Bat for Lashes        | „Plan the Escape (Son Lux Cover)”               | 02:30   |
| 10. | Grace Jones           | „Original Beast”                                | 04:21   |
| 11. | Lorde                 | „Flicker” (Kanye West Rework)                   | 04:12   |
| 12. | XOV                   | „Animal”                                        | 03:18   |
| 13. | The Chemical Brothers | „This Is not a Game” (feat. Simon Le Bon)       | 03:14   |
| 14. | Lorde                 | „Ladder Song”                                   | 03:16   |

## Notowania na listach sprzedaży
| Kraj/Region       | Lista (2014/2015)   | Najwyższa pozycja |
| ----------------- | ------------------- | ----------------- |
| Nowa Zelandia     | Top 40 Albums       | 9                 |
| Stany Zjednoczone | Billboard 200       | 18                |
| Kanada            | Top 100 Albums      | 22                |
| Norwegia          | Top 40 Albums       | 30                |
| Australia         | Top 50 Albums       | 36                |
| Belgia (Walonia)  | Ultratop 200 Albums | 54                |
| Belgia (Flandria) | Ultratop 200 Albums | 58                |
| Austria           | Alben Top 75        | 60                |
| Szwajcaria        | Alben Top 100       | 64                |
| Niemcy            | Albums Top 100      | 73                |